# Charaxes crepax
Charaxes crepax är en fjärilsart som beskrevs av Hans Fruhstorfer 1914. Charaxes crepax ingår i släktet Charaxes och familjen praktfjärilar. Inga underarter finns listade i Catalogue of Life.